# Bernard Weinstein
 (octobre 2022).
La mise en forme du texte ne suit pas les recommandations de Wikipédia : il faut le « wikifier ».
Les points d'amélioration suivants sont les cas les plus fréquents. Le détail des points à revoir est peut-être précisé sur la page de discussion.
- Les titres sont pré-formatés par le logiciel. Ils ne sont ni en capitales, ni en gras.
- Le texte ne doit pas être écrit en capitales (les noms de famille non plus), ni en gras, ni en italique, ni en « petit »…
- Le gras n'est utilisé que pour surligner le titre de l'article dans l'introduction, une seule fois.
- L'italique est rarement utilisé : mots en langue étrangère, titres d'œuvres, noms de bateaux, etc.
- Les citations ne sont pas en italique mais en corps de texte normal. Elles sont entourées par des guillemets français : « et ».
- Les listes à puces sont à éviter, des paragraphes rédigés étant largement préférés. Les tableaux sont à réserver à la présentation de données structurées (résultats, etc.).
- Les appels de note de bas de page (petits chiffres en exposant, introduits par l'outil «  Source ») sont à placer entre la fin de phrase et le point final[comme ça].
- Les liens internes (vers d'autres articles de Wikipédia) sont à choisir avec parcimonie. Créez des liens vers des articles approfondissant le sujet. Les termes génériques sans rapport avec le sujet sont à éviter, ainsi que les répétitions de liens vers un même terme.
- Les liens externes sont à placer uniquement dans une section « Liens externes », à la fin de l'article. Ces liens sont à choisir avec parcimonie suivant les règles définies. Si un lien sert de source à l'article, son insertion dans le texte est à faire par les notes de bas de page.
- La présentation des références doit suivre les conventions bibliographiques. Il est recommandé d'utiliser les modèles {{Ouvrage}}, {{Chapitre}}, {{Article}}, {{Lien web}} et/ou {{Bibliographie}}. Le mode d'édition visuel peut mettre en forme automatiquement les références.
- Insérer une infobox (cadre d'informations à droite) n'est pas obligatoire pour parachever la mise en page.

Pour une aide détaillée, merci de consulter Aide:Wikification.
Si vous pensez que ces points ont été résolus, vous pouvez retirer ce bandeau et améliorer la mise en forme d'un autre article.
Pour les articles homonymes, voir Weinstein.
Bernard Weinstein, né à Nantes le 4 mars 1952 et mort assassiné à Sars-la-Buissière le 25 novembre 1995 , est un électricien et criminel français surtout connu pour son implication dans l'affaire Dutroux.

## Les kidnappings
Le 24 juin 1995, Weinstein, avec Marc Dutroux, a kidnappé Julie Lejeune et Melissa Russo à Grâce-Hollogne. Les filles se sont avérées trop jeunes pour Dutroux et il a décidé de les enfermer dans sa maison de Marcinelle. Dutroux et Weinstein voulaient voir les filles grandir afin que Dutroux puisse plus tard commencer une relation avec Melissa et Weinstein avec Julie. Les filles séjournèrent d'abord dans la chambre d'un des fils de Dutroux, dès que la cache dans la cave fut terminée il les y enferma.
Après l'enlèvement de An Marchal et Eefje Lambrecks en août 1995, la maison de Marcinelle est devenue trop occupée pour Dutroux. An et Eefje ont été enfermés dans la chambre d'un des fils de Dutroux, tandis que Julie et Melissa ont été enfermées au sous-sol. Dutroux a décidé de tuer An et Eefje, afin qu'il ait plus d'espace pour Julie et Melissa. Selon Michelle Martin, Dutroux aurait endormi An et Eefje en septembre 1995 puis les aurait enterrés vivantes, avec Bernard Weinstein, sous la grange de la maison de Bernard Weinstein à Jumet, avec la complicité de Michel Lelièvre.

## Vol raté et meurtre de Weinstein
Peu de temps après, en octobre 1995, le vol d'un camion par Weinstein et un compagnon, Pierre Rochow, dégénère. Avec Dutroux, ils voulaient vendre le camion, mais il s'est avéré qu'il avait disparu du hangar de Dutroux. Weinstein et Dutroux soupçonnent Rochow de l’avoir volé et décident de lui donner une leçon. Ils ont donné des sédatifs à Rochow, son ami et sa petite amie. Ils ont volé la petite amie de Rochow, qui a cependant réussi à s'échapper et a alerté la police. Weinstein et Dutroux ont dû se cacher temporairement le 5 novembre 1995.
Le plan était de laisser Weinstein partir pour un autre pays, avec de faux papiers qui seraient livrés par l'intermédiaire de l'ASBL Cadreco. Par le biais de cette association à but non lucratif, Annie Boutty, alors épouse de Michel Nihoul, met en place un réseau de négoce de titres de séjour. C'est Dutroux qui a demandé l'aide de Nihoul, mais Annie Boutty a refusé. Peu de temps après, Dutroux a assassiné Weinstein, en partie par crainte d’être trahi par celui-ci et en partie pour lui avoir volé une somme d’argent. Michelle Martin a déclaré que Dutroux avait volé 500 000 francs belges que Weinstein avait reçus de sa mère. Le 25 novembre, Dutroux a mis Weinstein sous sédation avec des barbituriques puis l'a enterré vivant dans la cour de la maison à Sars-la-Buissière.

## Conséquences
Par la suite, le 6 décembre 1995, Dutroux a été arrêté pour avoir pris Rochow et son petit ami et petite amie en otage. Il est en détention provisoire pendant trois mois et demi, jusqu'au 20 mars 1996. De retour chez lui, Dutroux retrouve Julie et Mélissa affaiblies, qui mourront peu après. Dutroux a ensuite enterré les deux filles dans le jardin de la maison de Sars-la-Buissière, près de Bernard Weinstein.
Par la suite, les policiers belges affirmeront avoir en leur possession des documents reliant le grand prêtre de la secte Abrasax (alors basée à Forchies-la-Marche), surnommé Anubis, à Weinstein,. Cette piste a été abandonnée.